# Greta Schröder
Greta Schröder (Düsseldorf, 1891 — Viena, 1967) foi uma atriz alemã.
Seu mais conhecido papel foi da esposa de Thomas Hutter (Gustav von Wangenheim) e vítima de Conde Orlok (Max Schreck) no filme Nosferatu, uma sinfonia de horrores (1922)
É creditada às vezes como Greta Schroeder, Greta Schroeder Mátray, Greta Schroeder-Wegener, Greta Schröder-Matray, ou Grete Wegener.